# Cellaria variabilis
Cellaria variabilis är en mossdjursart som först beskrevs av Busk 1884.  Cellaria variabilis ingår i släktet Cellaria och familjen Cellariidae. Inga underarter finns listade i Catalogue of Life.